# Join Hands
Join Hands ist das zweite Studioalbum der britischen Post-Punk-Band Siouxsie and the Banshees, und wurde im September 1979 über das Label Polydor veröffentlicht. Das Album ist die letzte Veröffentlichung mit Gitarrist John McKay und Schlagzeuger Kenny Morris.

## Geschichte
Das Album wurde am 7. September 1979 auf dem Label Polydor veröffentlicht und ist der Nachfolger des Debüt-Albums The Scream. Die Veröffentlichung erreichte Platz 13 in den UK Album Charts.
Nur zwei Tage nachdem die Band das Album auf den Markt brachte, verließen John McKay und Kenny Morris die Band vor einem bestätigten Auftritt in Aberdeen. Für den weiteren Verlauf der Tour sprang Robert Smith ein, der mit seiner Band The Cure das Vorprogramm für Siouxsie and the Banshees bestritt.
Im April 2015 wurde das Album mit einem alternativen Cover wiederveröffentlicht. Bei dem alternativen Cover handelt es sich um das eigentliche Original, welches damals von der Plattenfirma, unter der Begründung religiöser Anstößigkeit, abgelehnt wurde.

## Titelinformationen
Das Lied Poppy Day basierte auf John McCraes Gedicht In Flanders Fields, welches er 1915 nach dem Tod eines guten Freundes im Ersten Weltkrieg verfasste. Das Stück "Mother / Oh Mein Papa" ist eine, dem deutschen Lied O mein Papa nachempfundene, Interpretation Siouxsies.

## Musikstil
Siouxsie Sioux verwendete in Interviews das Wort gothic, um den Sound des Albums zu beschreiben. Damit prägte sie den Sprachgebrauch. In späteren Interviews distanzierte sie sich wieder von dieser Vokabel, doch vergebens. Laut Marcus Stiglegger etablierte das Album mit seinen jaulenden Gitarren und dem monoton hämmernden Schlagzeug das Gothic-Klischee. Die Musik wird dem im Post-Punk-Umfeld entstandenen Urstil des Gothic Rock zugerechnet, welcher in der zweiten Hälfte der 1990er Jahre als Gothic Punk bekannt und rückwirkend auch zuvor erschienenen Veröffentlichungen zugeschrieben wurde.
Musikalisch wurde Join Hands im Gegensatz zum Debütalbum The Scream düsterer arrangiert. Das Album, das Steven Severin selbst als „gothic“ umschreibt, stellt hierbei den Übergang vom Post-Punk zum frühen Gothic Rock dar. Simon Reynolds urteilte, zusammen mit dem nachfolgenden Album Juju enthalte Join Hands „ungefähr 70 % des Klangs und der lyrischen Themen des Gothic“.

## Rezeption
Oliver Sheppard beschreibt gerade das mit Flanger-Effekten belegte Gitarrenspiel des Songs Premature Burial hierbei als wegweisend für spätere düstere Post-Punk- und Gothic-Bands.
Nach David Cleary von AllMusic haben sich Joy Division bei ihrem zweiten Werk Closer von einigen Stücken inspirieren lassen. So gilt das Stück Placebo Effekt als großer Einfluss auf das Joy-Division-Stück Colony. Insgesamt sei es aber trotz lobenswerter Risikobereitschaft der Band schwierig, die Platte zu empfehlen: Die Stücke seien allzu einheitlich düster, statisch und strukturlos, die Sängerin sei stimmlich nicht in bester Form. Die experimentellen Stücke wie The Lords Prayer und Mother / Oh Mein Papa seien uninteressant zu hören bzw. gescheitert. Das beste Lied der Platte sei, trotz des wenig versprechenden Anfangs Icons, bei dem der Gesang voller klinge und die Gitarrenarbeit mutiger sei.

## Titelliste
A-Seite
1. Poppy Day
2. Regal Zone
3. Placebo Effect
4. Icon
5. Premature Burial

B-Seite
1. Playground Twist
2. Mother / Oh Mein Papa
3. The Lords Prayer